# Barnaba (Kiedrow)
Barnaba, imię świeckie Władimir Wiktorowicz Kiedrow, ros. Владимир Викторович Кедров (ur. 21 kwietnia 1931 w Wysokim, zm. 1 czerwca 2020 w Czeboksarach) – metropolita Rosyjskiego Kościoła Prawosławnego.

## Życiorys
Urodził się w religijnej rodzinie, wielu z jego przodków było kapłanami prawosławnymi w cerkwi w rodzinnej wsi Wysokoje w obwodzie riazańskim; jego ojciec był absolwentem seminarium duchownego, lecz nie przyjął święceń. Po ukończeniu szkoły średniej zaczął służyć jako hipodiakon w soborze Świętych Borysa i Gleba w Riazaniu. W maju 1955 został posłusznikiem w ławrze Troicko-Siergijewskiej; w grudniu tego samego roku złożył tam wieczyste śluby zakonne przed jej przełożonym, archimandrytą Pimenem (Izwiekowem). 15 lutego 1956 w soborze Objawienia Pańskiego w Moskwie patriarcha moskiewski i całej Rusi Aleksy I udzielił mu święceń diakońskich. W monasterze pełnił od 1956 r. obowiązki głównego zakrystiana. 9 marca 1957 został hieromnichem.
Trzy lata później otrzymał godność igumena; za pracę dla Cerkwi został w 1963 nagrodzony krzyżem z ozdobami. W 1965 mianowany archimandrytą. W 1971 reprezentował wspólnotę monastyczną ławry Troicko-Siergijewskiej na Soborze Lokalnym Rosyjskiego Kościoła Prawosławnego. 30 listopada 1976 w cerkwi św. Sergiusza z Radoneża w kompleksie Ławry miała miejsce jego chirotonia na biskupa czeboksarskiego i czuwaskiego, w której jako konsekratorzy wzięli udział patriarcha Moskwy i całej Rusi Pimen, metropolita kruticki i kołomieński Serafin, arcybiskup wołokołamski Pitirim, biskup riazański i kasimowski Szymon oraz biskup orłowski i briański Gleb. W 1984 otrzymał godność arcybiskupa, zaś w 2001 – metropolity.
W 2011 odznaczony Orderem Honoru.
Zmarł w 2020 r. na Covid-19.